# Cukil
Cukil is een bestuurslaag in het regentschap Semarang van de provincie Midden-Java, Indonesië. Cukil telt 3652 inwoners (volkstelling 2010).